# Zagreber Holding
Die Zagreber Holding (Kroatisch: Zagrebački holding d.o.o.) oder Zagreb Holding (kürzer: ZGH) ist ein städtisches Unternehmen, das 2006 gemäß dem Unternehmensgesetz gegründet wurde und sich zu 100 % im Besitz der Stadt Zagreb befindet. Sie besteht aus 12 Zweigstellen, die die Aktivitäten ehemaliger städtischer Unternehmen fortführen, und ist zudem Eigentümerin von fünf Tochterunternehmen und einer Institution.
Es entstand durch die Übertragung der Geschäftsanteile von 22 Unternehmen im Eigentum der Stadt Zagreb an das Unternehmen Gradsko komunalno gospodarstvo d.o.o., das die Rolle einer Holdinggesellschaft übernimmt. Im Jahr 2007 änderte das Unternehmen seinen Namen in Zagrebački holding d.o.o.
Die grundlegende Aufgabe der Holding besteht darin, Dienstleistungen von öffentlichem Interesse in der Stadt Zagreb effizient und dauerhaft bereitzustellen und gleichzeitig den größtmöglichen Umweltschutz und den Schutz des öffentlichen Interesses der örtlichen Bevölkerung zu gewährleisten.